# Anastatica hierochuntica

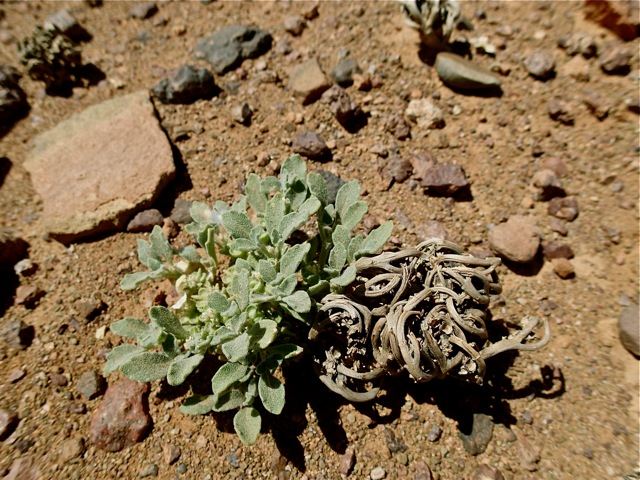
La rosa de Jericó debe su nombre a su "perpetuo renacimiento", como la ciudad bíblica de Jericó, que nunca dejó de renacer de sus cenizas. Cuando la humedad es insuficiente, se seca y parece muerta.

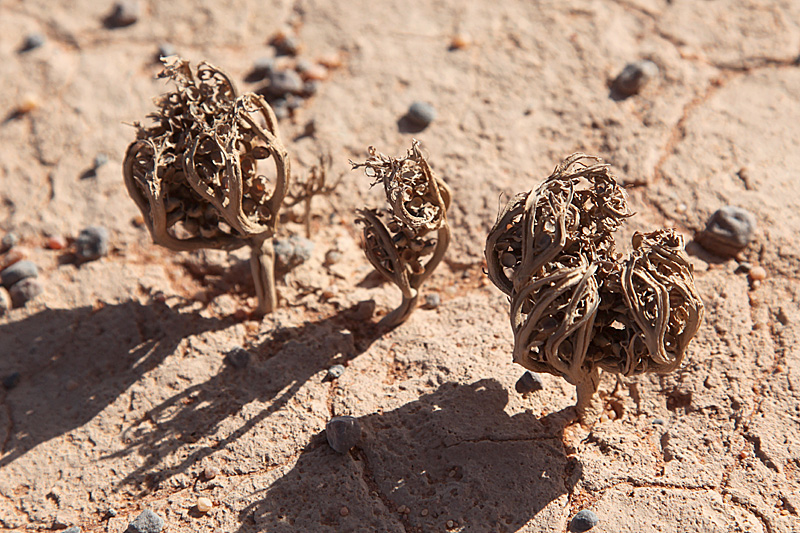
Rosas de Jericó en la meseta de Gilf Kebir, Egipto

Anastatica es un género monotípico de fanerógamas perteneciente a la familia Brassicaceae. Su única especie: la rosa de Jericó (Anastatica hierochuntica) es una pequeña hierba anual de color gris que rara vez crece por encima de los 15 centímetros de altura y tiene diminutas flores blancas. Es una planta rodadora capaz de expandirse y retraerse higroscópicamente. Sin embargo, no es una verdadera planta de la resurrección, porque los tejidos muertos de la planta no reviven y no se vuelven verdes.
No debe confundirse con Selaginella lepidophylla, que es una especie de licofita que habita en América y se comercializa bajo el mismo nombre

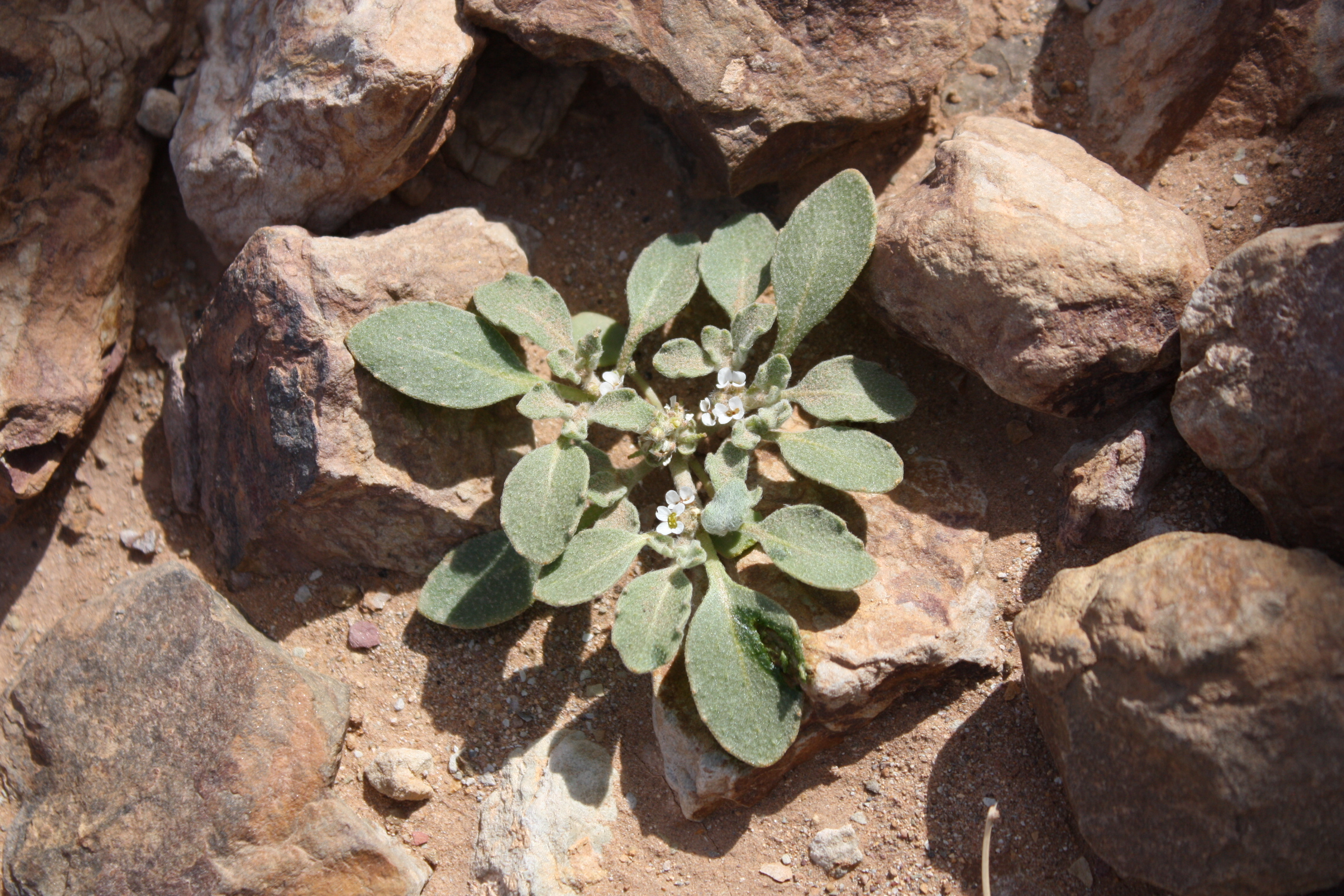
Detalle de la planta en su hábitat.

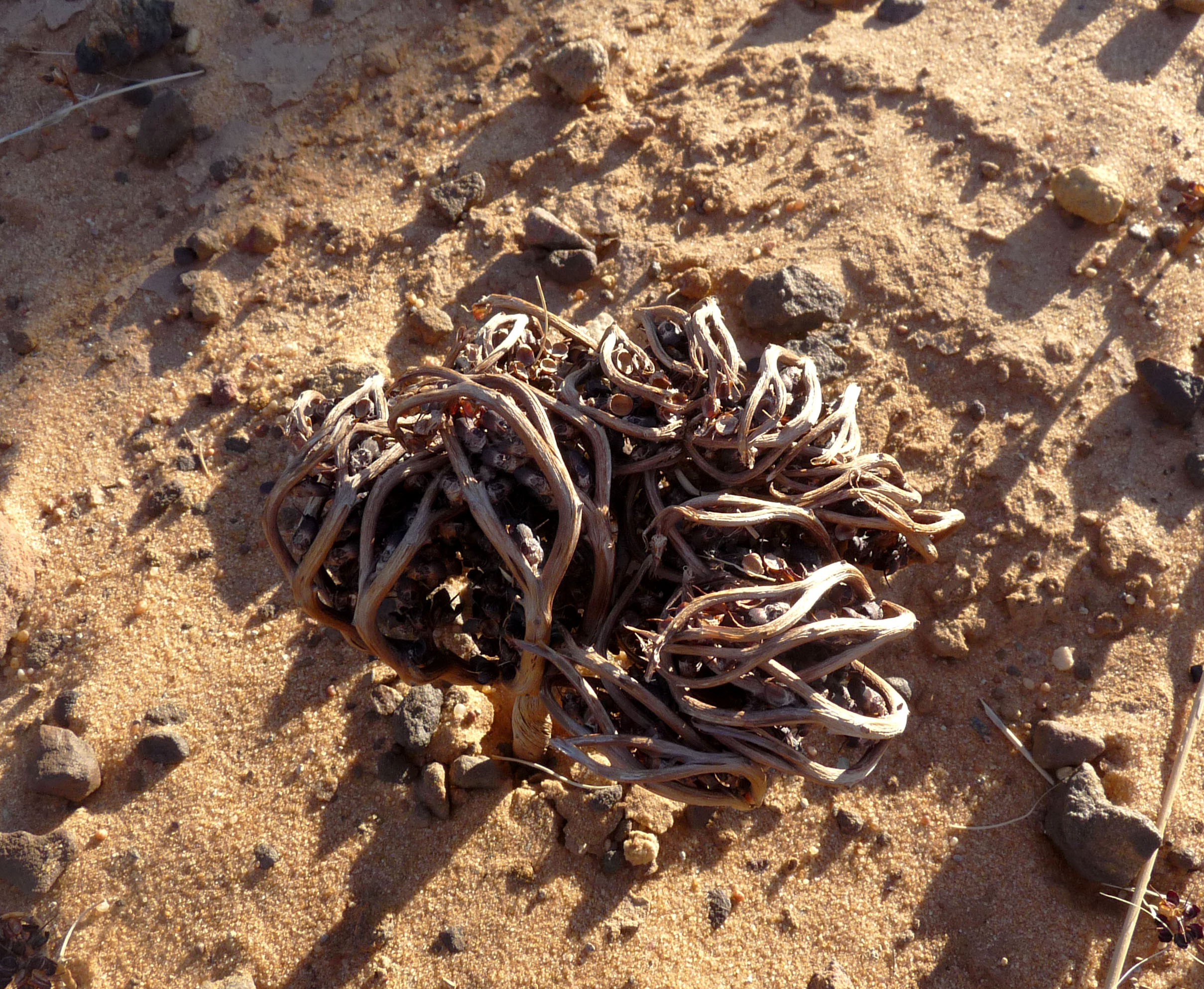
Planta seca.

## Distribución
La Anastatica se puede encontrar en zonas áridas de Oriente Próximo y del desierto del Sahara, incluyendo partes del Norte de África y regiones de Israel, Egipto, Irán, Líbano, Irak, Siria, Jordania, Pakistán y la India. No crece de forma nativa en la ciudad de Jericó.

## Descripción
Es una planta con gran resistencia a la desecación. Sus ramas tienen la propiedad de contraerse con la sequedad, permaneciendo cerradas y secas durante años, volviendo a abrirse con la humedad o al contacto con el agua, recobrando su frescor. Sus raíces son muy pequeñas y en estado latente, cuando ha pasado por un periodo seco, adquiere forma prácticamente esférica, formada por sus hojas recogidas siendo inapreciable el tamaño de las raíces que apenas sobresalen de esta formación. Por ello es fácil que el propio viento la arranque, levante y la arrastre grandes distancias, convirtiéndolas en viajeras  a través de estepas y desiertos y diseminando sus semillas.
El proceso de secado y reverdecimiento es reversible y se puede repetir muchas veces. La capacidad de la planta para hacer esto se atribuye a la presencia de trehalosa, un azúcar disacárido involucrado en varios mecanismos de criptobiosis.

## Curiosidades
La historia cuenta que antiguamente los comerciantes de esta ciudad las traían de Arabia como preciados talismanes para bendecir sus casas y negocios.

## Taxonomía
Anastatica hierochuntica fue descrita por   Carlos Linneo y publicado en Species Plantarum 641. 1753.
Sinonimia
- Anastatica littoralis Salisb.
- Myagrum hierochunticum (Crantz) Crantz[10]